# Me gustas mucho
"Me Gustas Mucho" é uma canção interpretada pela atriz e cantora mexicana Lucero. Foi lançada como o quarto single do álbum Enamorada con Banda no dia 7 de Abril de 2017.

## Informações
"Me Gustas Mucho" é uma canção do gênero banda e tem duração de dois minutos e cinquenta segundos. Foi escrita pelo cantor e compositor Juan Gabriel e popularizada pela cantora Rocio Durcal em 1977 para o álbum Canta a Juan Gabriel, que fora dedicado ao músico.

## Lançamentos
"Me Gustas Mucho" foi lançado sem muito alarde pela cantora, assim como os singles anteriores "Me Gusta Estar Contigo" e "¿Por Qué Te Vas?". Foi lançado no dia 7 de Abril de 2017, juntamente com "¿Por Qué Te Vas?" nas plataformas digitais iTunes Store e Spotify.

## Interpretações ao vivo
Lucero interpretou a canção pela primeira vez durante a coletiva de imprensa da divulgação de Enamorada con Banda, no Centro Cultural Roberto Cantoral na Cidade do México, em 12 de Dezembro de 2016. No dia 13 de Abril de 2017, Lucero interpretou a canção durante sua apresentação na Fiera del Caballo, na cidade de Texcoco, no México.

## Videoclipe
O videoclipe da canção foi também lançado no mesmo dia do lançamento de Enamorada con Banda, 21 de Abril de 2017, através do canal VEVO oficial da artista. Foi gravado durante sua coletiva de imprensa da divulgação do álbum, no Centro Cultural Roberto Cantoral.

## Formato e duração
- Download digital / streaming

1. "Me Gustas Mucho" – 2:50

## Histórico de lançamentos
| País   | Data               | Formatos                   | Gravadora                               |
| ------ | ------------------ | -------------------------- | --------------------------------------- |
| México | 7 de Abril de 2017 | Download digital streaming | Fonovisa Records Universal Music Latino |